# Parque nacional Fosse aux Lions
El Parque nacional Fosse aux Lions (en francés: Parc national de la Fosse aux Lions) es un parque nacional en la región de las sabanas del norte del país africano de Togo. El parque es de aproximadamente 16,5 kilómetros cuadrados (6,4 millas cuadradas) de tamaño, y se estableció por primera vez como una reserva forestal en 1954.
En un momento dado, el parque fue el hogar de un número significativo de los elefantes africanos en los años 1970 y 1980, pero su número ha disminuido a casi cero.
La pequeña ciudad de Tandjouaré, Togo se encuentra dentro del parque. 